# Isoctenus strandi
Isoctenus strandi är en spindelart som beskrevs av Cândido Firmino de Mello-Leitão 1936. 
Isoctenus strandi ingår i släktet Isoctenus och familjen Ctenidae. Inga underarter finns listade i Catalogue of Life.